# 자파타 코퍼레이션
자파타 코퍼레이션(Zapata Corporation, NYSE: CAT)은 미국의 석유 기업으로 1953년 전직 대통령 조지 H. W. 부시가 설립했으며 본사는 뉴욕주 로체스터에 본사가 있다.
1953년 전직 대통령 조지 H. W. 부시가 파트너 존 오버베이, 휴 리드케, 빌 리드케, 토머스 J. 디바인 등과 함께 설립했으며 처음에는 휴 리드케가 사장이었고 부시가 부사장이었으며 존 오버베이는 곧 떠났다.
1954년 자파타 오브-소올 사가 자회사로 설립되었고 1959년 자파타 코퍼레이션은 독립 회사가 되어 부시는 정치 참여를 위해 자파타를 떠났으며 1963년 남은 회사들은 기타 회사들과 함께 합병되었다.
1960년대부터 카리브해, 멕시코 및 중앙 아메리카 해안 등을 중심으로 원유 사업을 벌였고 7대 슈퍼메이저 회사들과 계약을 맺어 1958년 쿠바 북부 케이 샐 섬에서 원유를 시추했으나 1959년 7월 쿠바 혁명으로 피델 카스트로 정부에 들어섬에 따라 철수했으며 이후 쿠웨이트와도 계약을 맺었다.
1961년 4월 존 F. 케네디 대통령의 피그스 만 침공 당시 장비를 지원하기도 했으며 워터게이트 사건, 이란-콘트라 사건, FBI와 CIA와의 관계가 의심되었고 1969년부터 로버트 고가 새 회장이 되어 회사를 이끌었으나 1970년 자파타를 떠났다.
윌리엄 플린이 회장 겸 CEO를 맡아 석탄과 구리, 낚시 등으로도 사업을 확장하고 해상 석유와 가스 탐사 및 생산에도 심혈을 기울였다. 1980년대 석유 거품 붕괴로 파산 위기를 맞았으며 1990년부터 5년간 수익성 분기를 받지 못했다.
이후 퍼스트 얼라이드 코퍼레이션, 템파베이 버커니어스 등을 소유한 맬컴 글레이저와 접촉했고 1994년 글레이저에게 인수되어 1995년 아들 에이브럼 글레이저가 CEO 겸 사장으로 임명되어 새롭게 발전하고 있다.